# چشمان ببر
چشمان ببر (انگلیسی: Tiger Eyes) یک فیلم درام نوجوانانه به کارگردانی لارنس بلوم و با بازی ویلا هلند و ایمی جو جانسون می باشد که در سال ۲۰۱۲ منتشر شد.